# جيمس س. كرو
جيمس س. كرو (بالإنجليزية: James C. Crow)‏ هو مهندس وكيميائي أمريكي، ولد في 1789، وتوفي في 1856.